# كأس هولندا السياحية 1976
كأس هولندا السياحية 1976 هو سباق دراجات نارية أقيم بتاريخ 27 يونيو 1976 في حلبة أسن تي تي. كان الجولة السادسة من أصل 12 في سباق الجائزة الكبرى للدراجات النارية موسم 1976. فاز البريطاني باري شين بفئة 500 سي سي بينما جاء الأمريكي بات هنن في المركز الثاني وحصل على المركز الثالث الهولندي ويل هارتوغ.

## وصلات خارجية
- الموقع الرسمي